# 니콜라이 하리토노프

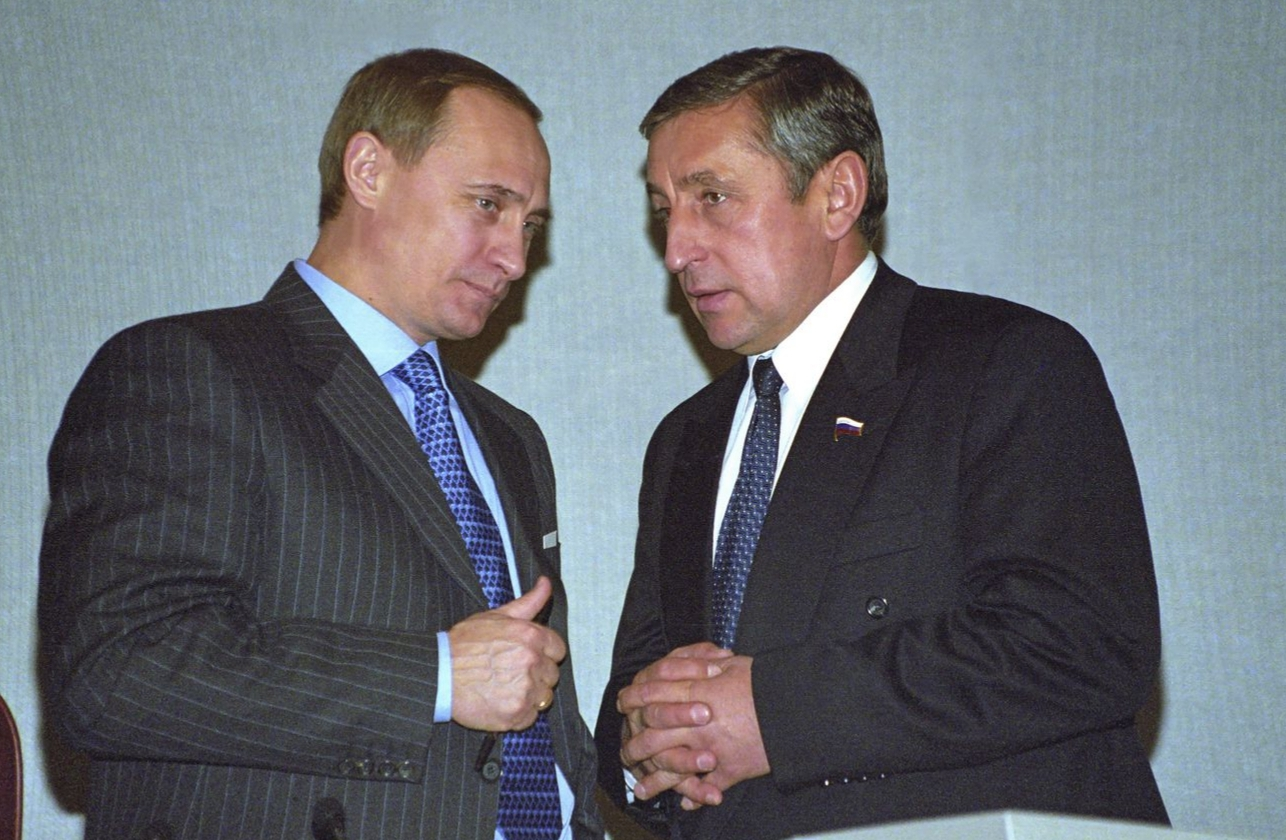
1999년 12월 13일 하리토노프와 블라디미르 푸틴

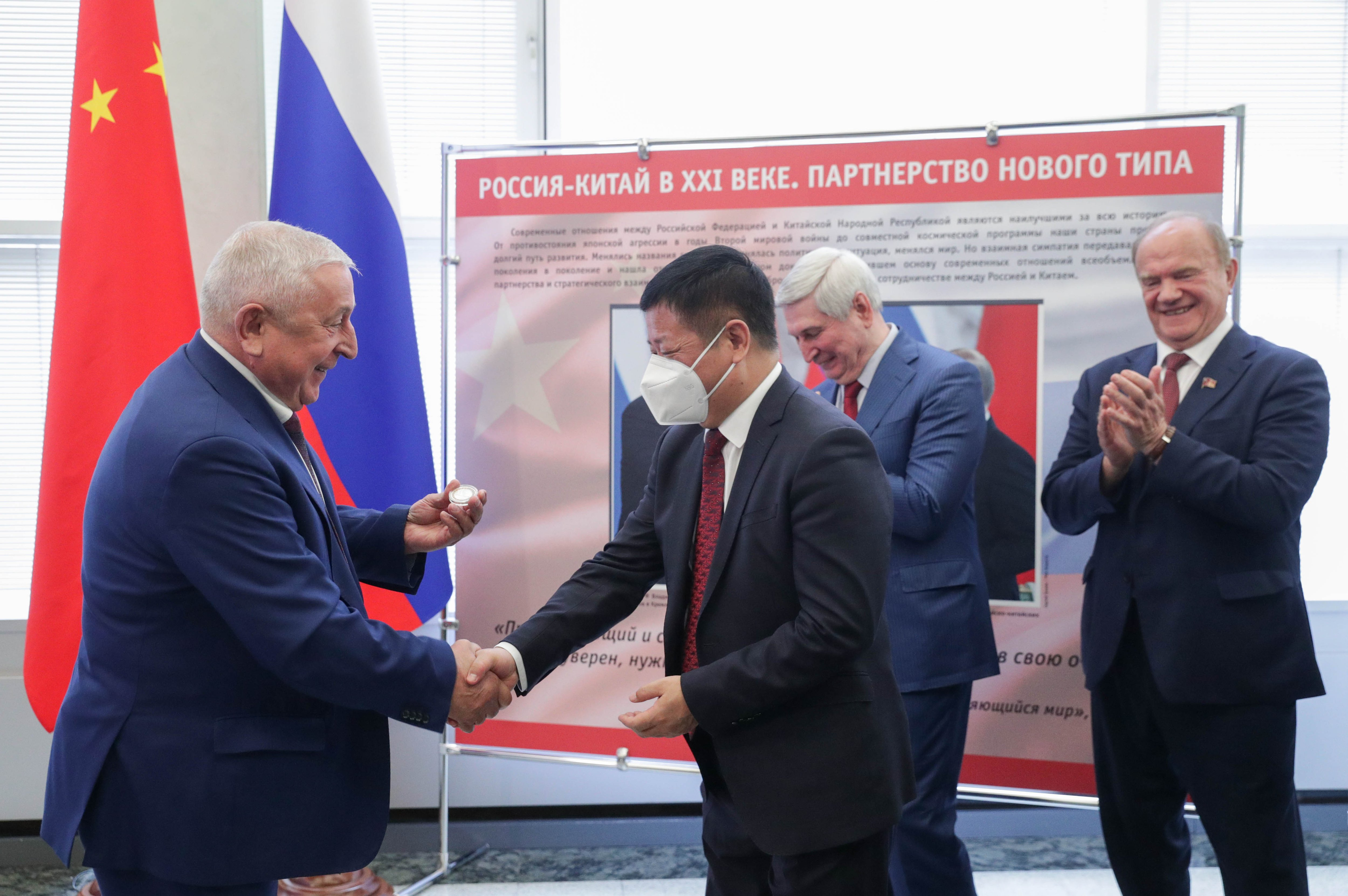
2021년 6월 하리토노프와 주가노프가 장한후이 중국 대사를 만나는 모습

니콜라이 미하일로비치 하리토노프 (러시아어: Николай Михайлович Харитонов; 1948년 10월 30일 출생)는 1994년부터 국가두마에서 근무했으며 2011년부터 러시아 극동 및 크라이니 세베르 지역 개발 위원회 위원장을 맡은 러시아의 공산주의 정치인이다. 하리토노프는 러시아 연방공산당의 2004년 러시아 대통령 선거와 2024년 러시아 대통령 선거 후보였으나 두 선거 모두에서 현직 대통령 블라디미르 푸틴에게 패배했다.
하리토노프는 이전에 러시아 농업당의 일원이었으나, 집권당인 통합 러시아와의 협력에 항의하며 탈당했다. 그는 2004년 대선에서 현직 러시아 대통령 블라디미르 푸틴을 낙선시키려는 시도에 실패한 것으로 가장 잘 알려져 있으며, 2위를 차지했다. 그는 2024년 대선에 다시 출마하여 푸틴에게 또다시 패배했다.

## 생애
니콜라이 하리토노프는 1948년 10월 30일 노보시비르스크주의 Rezino 마을에서 태어났다. 그는 노보시비르스크 농업 연구소에서 교육을 마쳤다. 1972년부터 1994년까지 그는 농업 경제학자로 일했으며, 이후 노보시비르스크주의 모시콥스키 지구에 있는 갈린스키 국영농장의 관리자로 재직했다.
1994년부터 그는 국가두마의 의원이었다.

## 2004년 대선 캠페인
하리토노프는 2004년 러시아 대통령 선거에서 공산당의 후보였다. 당시 일부 관찰자들은 그를 인지도와 카리스마가 모두 부족한 약한 후보로 인식했다. 러시아인들은 그의 입후보에 대해 대체로 무관심하거나 모르고 있었다. 그는 "조국과 민중의 의지를 위하여"라는 슬로건을 내걸고 출마했으며, 레닌주의의 미덕에 대해 자주 이야기했다. 하리토노프는 1991년 철거될 때까지 루뱐카 빌딩 앞에 서 있던 소련 비밀경찰 창시자 펠릭스 제르진스키 동상을 재건할 것을 제안했다.
하리토노프는 당 지도자 겐나디 주가노프의 강력한 지지를 받았다. 하리토노프의 많은 광고에는 주가노프가 그의 입후보를 지지하는 내용이 담겼다. 주가노프는 원래 선거의 "비민주적 성격"에 항의하여 당이 선거에 불참하기를 원했지만, 불참에 대한 당의 합의를 이끌어내지 못했고 궁극적으로 하리토노프를 지지했다.
푸틴 진영은 하리토노프의 입후보가 투표율을 높이고 세르게이 글라지예프의 득표율을 약화시키는 데 도움이 되어 자신들에게 유리하다고 믿었다. 공산당은 2003년 이전 입법 선거 기간 동안 치열한 반대 광고에 시달렸다. 그러나 하리토노프는 푸틴 캠프가 그의 악명(그에게 플랫폼을 제공하는 것)을 높이는 것을 피하려 했기 때문에 유사한 반대 광고를 피했다. 캠페인 기간 동안 하리토노프는 푸틴처럼 자신의 연설에 생중계가 제공되지 않으면 선거에서 사퇴하겠다고 위협했다. 그의 불만에 따라 RTR 텔레비전 네트워크는 2004년 3월 4일 툴라에서 하리토노프가 지지자들에게 한 연설을 생중계하기로 합의했다.
하리토노프는 결국 선거에서 패배하여 13%의 득표율로 2위를 차지했다.

## 2024년 대선 캠페인

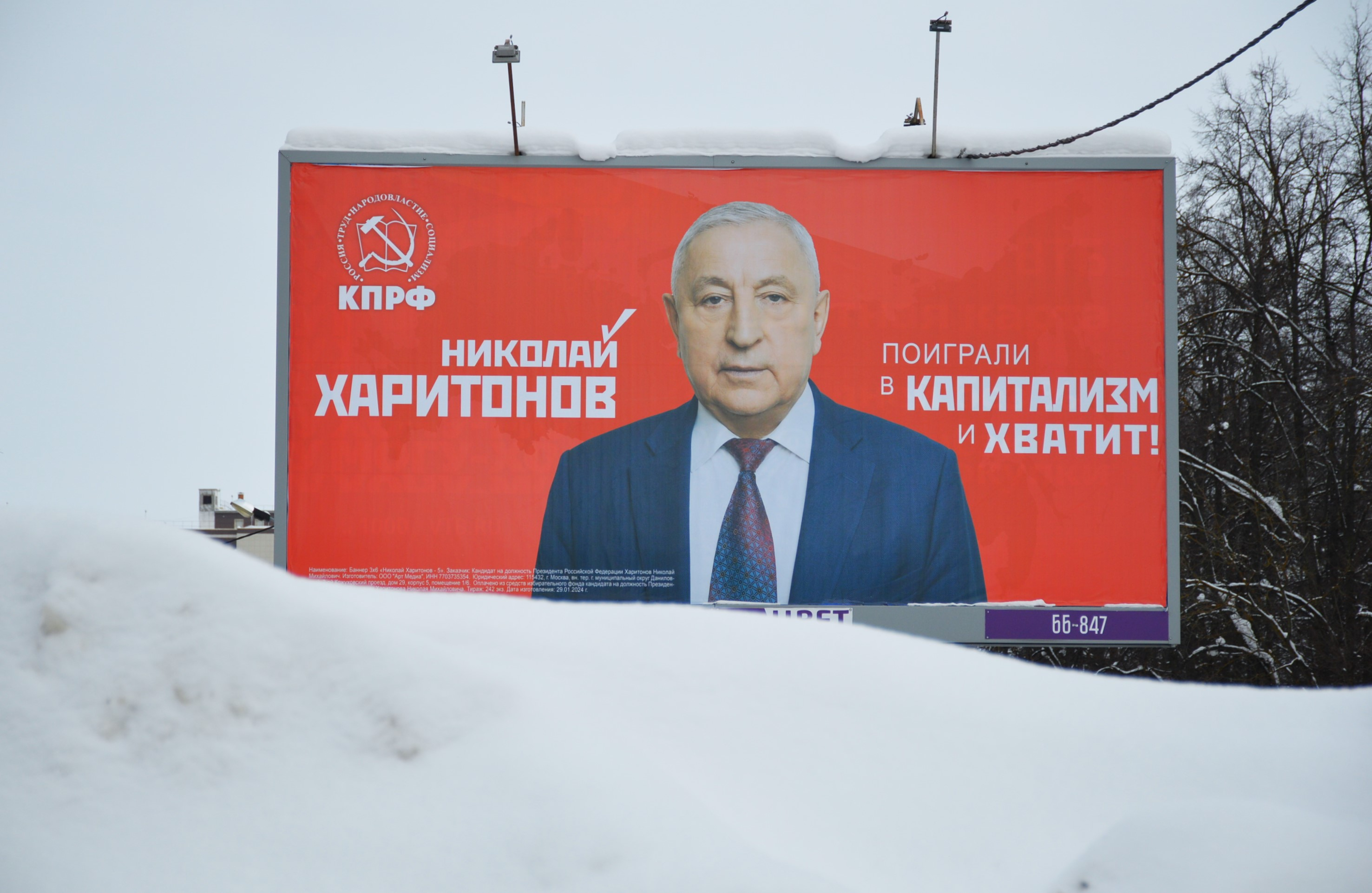
하리토노프의 2024년 대선 캠페인

하리토노프는 2024년 러시아 대통령 선거에서 푸틴에게 다시 도전하겠다고 발표했다. 그는 푸틴의 많은 국내 정책에 반대하지만, 러시아의 우크라이나 침공에는 반대하지 않아 영국과 미국의 제재 목록에 올랐다.
하리토노프는 사회경제 정책 변경, 산업 및 농업 분야 개발, 새로운 산업화를 위한 국가 광물 자원 기반의 국유화를 제안했다. 하리토노프는 또한 누진세 도입, 여성의 정년 연령을 55세로, 남성은 60세로 낮추고 월 최저 임금을 35,000 루블로 인상하며 연금을 늘릴 것을 주장했다.
영국방송공사 기자가 그의 선거 운동에 대해 묻자, 하리토노프는 자신이 블라디미르 푸틴보다 더 나은 후보라고 생각하는 이유를 대답하기를 거부했으며, 이어서 푸틴이 "1990년대의 많은 문제를 해결하려고 노력했고" "모든 분야에서 승리"를 위해 나라를 통합했다고 칭찬했다.
하리토노프는 압도적인 패배를 당했으며, 푸틴의 88.5%에 비해 4.4%의 득표율로 2위를 차지했다.

## 제재
2022년 2월 24일, 그는 "도네츠크와 루한스크의 이른바 공화국들"의 독립을 인정하는 데 찬성표를 던진 것에 대해 캐나다의 "정권의 측근" 제재 목록에 추가되었다. 또한, 그는 스위스, 오스트레일리아, 일본, 우크라이나, 그리고 뉴질랜드의 제재 목록에 포함되었다.
2022년 3월 24일, 그는 "푸틴의 전쟁 공모" 및 "크렘린의 우크라이나 침공 노력 지원"으로 미국 제재 목록에 포함되었다.

## 내용주
1. ↑  주어진 이름은 Nikolai로도 음역됨